# アリューシャン列島
アリューシャン列島（アリューシャンれっとう、英語: Aleutian Islands [əˈluːʃən]（アルーシャン）; 「アレウトの島々」の意）は、北太平洋に弧状に連なり、アメリカ合衆国のアラスカ半島からロシアのカムチャツカ半島にかけて約1,930キロメートルにわたって延びる列島である。

## 地理
アリューシャン列島は、フォックス諸島、フォー・マウンテンズ諸島、アンドリアノフ諸島、ラット諸島、バルディア島、ニア諸島、コマンドルスキー諸島からなる。全島が北緯52度から55度、東経172度から西経163度に位置し、環太平洋火山帯の一部を構成する。大部分がアメリカ合衆国アラスカ州に属しているが、西端のコマンドルスキー諸島のみがロシア連邦カムチャツカ地方アレウト地区に属する。

## 生態系
一帯にはトド、ラッコ、アホウドリ、ザトウクジラなどの絶滅危惧種が生息しており、コククジラとキタオットセイが餌場や繁殖地に移動する途中の重要な通過地である。米国領内のアリューシャン列島は1913年にウィリアム・タフトの大統領令により鳥類、動物、魚類の保護区に指定され、1980年のアラスカ国有地保護法（ANILCA）の成立と共にアラスカ海洋国立野生生物保護区のアリューシャン列島原生自然保全地域に指定された。1976年にユネスコの生物圏保護区にも指定されたが、2017年に同国内の他16か所と共に登録が撤回された。

## 時差の区分と国際日付変更線
フォックス諸島西端とフォー・マウンテンズ諸島東端の間の海域に西経169度30分線があり、フォックス諸島から東はアラスカ標準時（UTC-9。夏の間はUTC-8のアラスカ夏時間）である。フォーマウンテンズ諸島から西、ニア諸島の西端まではハワイ・アリューシャン標準時（UTC-10。夏の間はUTC-9のハワイ・アリューシャン夏時間）となっている。
ニア諸島西端のアッツ島とコマンドルスキー諸島東端のメードヌイ島との間に、アメリカ合衆国とロシア連邦の国境線と国際日付変更線があり、コマンドルスキー諸島から西は2013年以降カムチャツカ時間（ロシア第11標準時、UTC+12）となっている。夏時間は2011年以降廃止されている。
国際日付変更線をまたぐため、ニア諸島とコマンドルスキー諸島の時差は2時間ではなく、22時間となっている。

## 主な島

### フォックス諸島
- アドゥガク島
- エイクタック島
- アクン島
- アクタン島
- アマク島
- アマクナック島
- アナングラ島
- アヴァタナク島
- ベイビー諸島
- バード島
- ボゴスロフ島
- ブレッドローフ島
- バック島
- ケイトン島
- ディア島
- ダービン島
- ディシュコット島
- エッグ島
- エメラルド島
- エクスペディション島
- ファイヤー島
- ガーゴイル諸島
- ガル島
- ホッグ島
- カリカガン島
- キガル島
- クレニッツァン諸島
- クディアコフ島
- オーガンゲン島
- オグチュル島
- パンケーキ岩礁
- ピーター島
- ポア島
- プストイ島
- ルートク島
- ラウンド島
- サマルガ島
- サナック島
- セダンカ島
- サスヒルノイ島
- タンジク島
- タンジナック島
- ティガルダ島
- ウガマク島
- ウムナック島
- ウナラスカ島 - ダッチハーバー
- ウナルガ島
- ウニマク島
- ブセビドフ島
- ウィズロー島

### フォー・マウンテンズ諸島
- アムクタ島（英語版）
- チャグラク島
- チュギナダック島
- カーライル島
- ハーバート島
- カガミル島
- ウリアガ島（英語版）
- ユナスカ島

### アンドリアノフ諸島
- セグアム島
- アムリア島
- アトカ島
- グレート・スキン島
- カガラスカ島
- アダック島
- カナガ島
- タナガ島
- ガレロイ島

### ラット諸島
- キスカ島
- アムチトカ島

### バルディア島
- バルディア島 - バルディア山（英語版）

### ニア諸島
- アッツ島
- アガッツ島
- シェミア島

### コマンドルスキー諸島
- ベーリング島
- メードヌイ島